# Cattedrale di Cristo Re (Mullingar)
La cattedrale di Cristo Re (in inglese: Cathedral of Christ the King) è la cattedrale cattolica di Mullingar, in Irlanda, e sede della diocesi di Meath.

## Storia
La cattedrale è stata progettata per sostituire la Cattedrale dell'Immacolata Concezione e la pianificazione del nuovo edificio è iniziata nel 1920 con un progetto di William Byrne.
La costruzione ha avuto inizio nel marzo 1933 e la prima pietra è stata posta il 6 agosto dello stesso anno dal Vescovo Thomas Mulvany. L'apertura formale e la dedicazione della nuova cattedrale hanno avuto luogo il 6 settembre 1936. Su decisione di Papa Pio XI, la chiesa è stata elevata a cattedrale ed è stata solennemente consacrata il 6 agosto 1939.
La chiesa ricalca la struttura di una basilica ed è stata realizzata in stile rinascimentale. Le torri gemelle sono sormontate da croci di bronzo e raggiungono un'altezza di circa 55 metri.